# La Course des tuques
 (janvier 2020).
Si vous disposez d'ouvrages ou d'articles de référence ou si vous connaissez des sites web de qualité traitant du thème abordé ici, merci de compléter l'article en donnant les références utiles à sa vérifiabilité et en les liant à la section « Notes et références ».
Série
La Guerre des tuques 3D
(2015)
Pour plus de détails, voir Fiche technique et Distribution.
La Course des tuques, ou La Bataille géante de boules de neige 2 : L'Incroyable Course de luge en France, est un film d'animation 3D québécois réalisé par Benoît Godbout et sorti en 2018. 
Le film est la suite du film La Guerre des tuques 3D, sorti en 2015. Les deux films sont basés sur le film original La Guerre des tuques, le premier de la série de films pour enfants Contes pour tous, créé pour la jeunesse par le producteur québécois Rock Demers de la société Les Productions La Fête.

## Synopsis
Pour François Les Lunettes, gagner la course de luge est devenu une habitude. Vainqueurs depuis cinq ans, François et sa pilote Sophie doivent cependant laisser la coupe à son adversaire, le ténébreux Zac, un petit arrogant nouvellement arrivé au village. Cependant, ce dernier a lamentablement triché en sabotant le traîneau de Sophie. François veut sa revanche, loyalement cette fois-ci.

## Fiche technique
- Titre original : La Course des tuques
- Titre français : La Bataille géante de boules de neige 2 : L'Incroyable Course de luge
- Titre anglais : Racetime
- Réalisation : Benoît Godbout et François Brisson (co-réalisateur)
- Scénario : Paul Risacher, Claude Landry et Maxime Landry
- Musique : Dumas et Martin Roy
- Direction artistique : Philippe Arseneau Bussières
- Photographie : Jean-François Pouliot
- Son : Christian Rivest, Stéphane Bergeron, Julie Dufour et Guy Pelletier
- Montage : Robert Yates
- Animation : Vanessa Lalonde
- Production : Marie-Claude Beauchamp
- Société de production : CarpeDiem Film & TV
- Sociétés de distribution : Les Films Séville, Alba Films (France)
- Pays d'origine :  Canada
- Langue originale : français
- Format : couleur — format d'image : 2,39:1
- Genre : animation
- Durée : 89 minutes
- Dates de sortie :
  - Canada : 26 novembre 2018 (première au Cineplex Quartier Latin de Montréal)[1]
  - Canada : 7 décembre 2018 (sortie en salle au Québec)
  - Canada : 5 mars 2019 (DVD, Blu-ray et VSD)[2]
  - Allemagne : 3 mai 2019 (Festival international du film d'animation de Stuttgart (de))
  - États-Unis : 8 novembre 2019
  - France : 29 janvier 2020
- Classification :
  - Québec : Visa général[3]

## Distribution

### Voix originales
- Hélène Bourgeois Leclerc : François-les-lunettes
- Mehdi Bousaidan : Zac
- Ludivine Reding : Charlie, cousine de Zac
- Mariloup Wolfe : Sophie
- Gildor Roy : Chabot
- Sébastien Reding : Pierre
- Sophie Cadieux : Lucie
- Nicholas Savard L'Herbier : Luc
- Anne Casabonne : Maranda
- Catherine Trudeau : Jacques
- Aline Pinsonneault : France et mini-tuque
- Esther Poulin : Daniel Blanchette de Victoriaville
- Hugolin Chevrette : Ti-Guy la lune et mini-tuque
- Gabriel Lessard : Henri et Georges Leroux et mini-tuque
- Marguerite D'Amour : Violet
- Eloisa Cervantes : mini-tuque

### Voix françaises
- Céline Ronté : François-les-lunettes
- Thomas Sagols : Zac
- Hervé Grull : Pierre
- Joan Prodeo dit Jovany : Chabot
- Marie Facundo : Lucie
- Emmylou Homs : Sophie
- Clara Soares : Charline
- Sauvane Delanoe : Jacques

Version française
- Société de doublage : Audi'Art
- Direction artistique : Jonathan Dos Santos et Nathalie Homs

### Voix anglaises
- Angela Galuppo (en) : Luke et Lucy
- Lucinda Davis (en) : Sophie et Frankie Four-Eyes
- Tod Fennell (en) : Piers
- Noel Fisher : Zac
- Dawn Ford : Charlie
- Sonja Ball : Manolo et Jack
- Heidi Lynne Weeks : Henry et George Leroux
- Don W. Shepherd : Chuck
- Elisabeth MacRae : Nicky
- Jenna Wheeler-Hughes : Fran
- Holly Gauthier-Frankel (en) : Daniel Blanshire from Victoriaville

## Bande originale
La trame sonore du film a été produite par Bludog Média et Musicor. Les chansons en français sont interprétées par des artistes québécois, tels que Garou, Corneille, Alex Nevsky, Dumas, Ludovick Bourgeois, Kim Richardson, Lulu Hughes, etc. Et en anglais par Cyndi Lauper, Simple Plan, Cool Kids, Lara Fabian et d'autres. L'album gagne le prix Félix à l'ADISQ (Association québécoise de l'industrie du disque, du spectacle et de la vidéo) en 2019 pour le meilleur album jeunesse de l'année . 

### Trame sonore francophone
- Pour commencer par Alex Nevsky - 3′01″
- Vivre par Lulu Hughes & Kim Richardson - 2′28″
- Viser plus haut par Garou - 3′16″
- Ensemble par Dumas - 2′56″
- Tout donner par Ludovick Bourgeois et Cool Kids - 3′09″
- Comme si par Alexe - 3′04″
- Fidèle à ton cœur par Alexe - 2′52″
- Beautiful Day par Cool Kids - 4'03″
- Je serai là par Corneille et Josh Alexander - 3′03″
- What If par Lara Fabian - 3′04″
- Bigger par Simple Plan - 3′16″
- Duo des fleurs par Étienne Cousineau - 1′41″

### Trame sonore anglophone
- Better Day par Robby Johnson - 3′01″
- Alive par Lulu Hughes & Kim Richardson - 2′28″
- Bigger par Simple Plan - 3′16″
- Together par Cyndi Lauper - 3′01″
- Bring it Home par Zack Lane & Cool Kids - 3′10″
- What If par Lara Fabian - 3′04″
- Playing Our Own Part par Lara Fabian - 2′52″
- Beautiful Day par Cool Kids - 4'03″
- Not Alone par Joshua Moreno - 3′04″